# David Graham (Tennisspieler)
David Graham (* 4. August 1962 in Newcastle, New South Wales) ist ein ehemaliger australischer Tennisspieler.

## Leben
Graham spielte 1980 bei der Juniorenausgabe der Australian Open und erreichte dort die zweite Runde.
Kurz darauf wurde er Tennisprofi. Im Einzel erzielte er wenige Erfolge und erreichte maximal Platz 324 der Weltrangliste. Deshalb konzentrierte er sich vor allem auf das Herrendoppel, wo er 1983 sein erstes Doppelfinale auf der ATP Tour erreichte. Im darauf folgenden Jahr gewann er in Newport seinen ersten Titel. Sein zweiter und letzter Titel folgte 1985. Beide gewann er an der Seite von Laurie Warder. Neben seinen zwei Titeln stand er weitere zwei Mal in einem Doppelfinale. Seine höchste Notierung in der Rangliste erreichte er 1984 mit Position 46 im Doppel.
Nur einmal konnte er sich im Einzel für ein Grand-Slam-Turnier qualifizieren, als er 1982 in der ersten Runde von Wimbledon scheiterte. In der Doppelkonkurrenz erreichte er 1983 an der Seite von Laurie Warder das Halbfinale der Australian Open. Dort unterlagen sie den späteren Turniersiegern Mark Edmondson und Paul McNamee in zwei Sätzen. Letztmals aktiv war Graham im Jahr 1987.

## Erfolge
| Legende                                               |
| Grand Slam                                            |
| Tennis Masters Cup                                    |
| ATP Masters Series                                    |
| ATP Championship Series ATP International Series Gold |
| ATP World Series ATP International Series (2)         |
| ATP Challenger Series                                 |

| ATP-Titel nach Belag |
| Hartplatz (0)        |
| Sand (1)             |
| Rasen (1)            |
| Teppich (0)          |

### Doppel

#### Turniersiege
| Nr. | Datum         | Turnier | Belag | Partner       | Finalgegner                 | Ergebnis |
| --- | ------------- | ------- | ----- | ------------- | --------------------------- | -------- |
| 1.  | 15. Juli 1984 | Newport | Rasen | Laurie Warder | Ken Flach Robert Seguso     | 6:4, 7:6 |
| 2.  | 26. Mai 1985  | Florenz | Sand  | Laurie Warder | Bruce Derlin Carl Limberger | 6:1, 6:1 |

#### Finalteilnahmen
| Nr. | Datum           | Turnier    | Belag     | Partner        | Finalgegner                    | Ergebnis      |
| --- | --------------- | ---------- | --------- | -------------- | ------------------------------ | ------------- |
| 1.  | 10. Januar 1983 | Auckland   | Hartplatz | Laurie Warder  | Chris Lewis Russell Simpson    | 6:7, 3:6      |
| 2.  | 21. Juli 1985   | Washington | Sand      | Balázs Taróczy | Hans Gildemeister Víctor Pecci | 3:6, 6:1, 4:6 |